# Cheshire
Cheshire là một hạt của Anh. Hạt có diện tích km², dân số người. Thủ phủ hạt đóng ở Chester.

### Tư liệu
- Beck, J. (1969). Tudor Cheshire. (Volume 7 of Cheshire Community Council Series: A History of Cheshire). Series Editor: J. J. Bagley. Chester, UK: Cheshire Community Council.
- Bu'Lock, J. D. (1972). Pre-Conquest Cheshire 383–1066. (Volume 3 of Cheshire Community Council Series: A History of Cheshire). Series Editor: J. J. Bagley. Chester, UK: Cheshire Community Council.
- Dore, R.N. (1966). The Civil Wars in Cheshire. (Volume 8 of Cheshire Community Council Series: A History of Cheshire). Series Editor: J. J. Bagley. Chester, UK: Cheshire Community Council.
- Driver, J. T. (1971). Cheshire in the Later Middle Ages 1399–1540. (Volume 6 of Cheshire Community Council Series: A History of Cheshire). Series Editor: J. J. Bagley. Chester, UK: Cheshire Community Council.
- Harris, B. E. (1979). 'The Victoria History of the County of Chester. (Volume 2). Oxford: Oxford University Press. ISBN 0-19-722749-X.
- Harris, B. E. (1980). 'The Victoria History of the County of Chester. (Volume 3). Oxford: Oxford University Press. ISBN 0-19-722754-6.
- Hewitt, H. J. (1967). Cheshire Under the Three Edwards. (Volume 6 of Cheshire Community Council Series: A History of Cheshire). Series Editor: J. J. Bagley. Chester, UK: Cheshire Community Council.
- Higham, N. J. (1993). The Origins of Cheshire. Manchester, UK: Manchester University Press. ISBN 0-7190-3160-5.
- Hodson, J. H. (1978). Cheshire, 1660–1780: Restoration to Industrial Revolution. (Volume 9 of Cheshire Community Council Series: A History of Cheshire). Series editor: J. J. Bagley. Chester, UK: Cheshire Community Council. ISBN 0-903119-11-0.
- Husain, B. M. C. (1973). Cheshire Under the Norman Earls 1066–1237. (Volume 4 of Cheshire Community Council Series: A History of Cheshire). Series editor: J. J. Bagley. Chester, UK: Cheshire Community Council.
- Morgan, V., and Morgan, P. (2004). Prehistoric Cheshire. Ashbourne, Derbyshire: Landmark Publishing Company. ISBN 1-84306-140-6.
- Scard, G. (1981). Squire and Tenant: Rural Life in Cheshire 1760–1900. (Volume 10 of Cheshire Community Council Series: A History of Cheshire). Series editor: J. J. Bagley. Chester, UK: Cheshire Community Council. ISBN 0-903119-13-7.
- Scholes, R. (2000). The Towns and Villages of Britain: Cheshire. Wilmslow, Cheshire: Sigma Press. ISBN 1-85058-637-3.
- Starkey, H. F. (1990). "Old Runcorn". Halton Borough Council. {{Chú thích tạp chí}}: Chú thích magazine cần |magazine= (trợ giúp).
- Sylvester. D., and Nulty, G. (1958). The Historical Atlas of Cheshire. (Third Edition) Chester, UK: Cheshire Community Council.
- Thompson, F. H. (1965). Roman Cheshire. (Volume 2 of Cheshire Community Council Series: A History of Cheshire). Series Editor: J. J. Bagley. Chester, UK: Cheshire Community Council.
- Tigwell, R. E. (1985). Cheshire in the Twentieth Century. (Volume 14 of Cheshire Community Council Series: A History of Cheshire). Series Editor: J. J. Bagley. Chester, UK: Cheshire Community Council.
- Varley, W. J. (1964). Cheshire Before the Romans. (Volume 1 of Cheshire Community Council Series: A History of Cheshire). Series Editor: J. J. Bagley. Chester, UK: Cheshire Community Council.
- Youngs, F. A. (1991). Guide to the Local Administrative Units of England. (Volume 1: Northern England). London: Royal Historical Society. ISBN 0-86193-127-0.

## Liên kết
| Tìm hiểu thêm về Cheshire tại các dự án liên quan |                                      |
| Tìm kiếm Wiktionary                               | Từ điển từ Wiktionary                |
| Tìm kiếm Commons                                  | Tập tin phương tiện từ Commons       |
| Tìm kiếm Wikinews                                 | Tin tức từ Wikinews                  |
| Tìm kiếm Wikiquote                                | Danh ngôn từ Wikiquote               |
| Tìm kiếm Wikisource                               | Văn kiện từ Wikisource               |
| Tìm kiếm Wikibooks                                | Tủ sách giáo khoa từ Wikibooks       |
| Tìm kiếm Wikivoyage                               | Cẩm nang du lịch guide từ Wikivoyage |
| Tìm kiếm Wikiversity                              | Tài nguyên học tập từ Wikiversity    |

- Cheshire trên DMOZ
- Cheshire Lieutenancy
- Cheshire Market Towns
- Chester, Cheshire & Beyond – The official tourist board for Chester & Cheshire
- Images of Cheshire at the English Heritage Archive
- Office for National Statistics – 2001 Bicentenary – Cheshire

Bản mẫu:Cheshire
Bản mẫu:NW England